# يوروزين
إن يوروزين (Eurozine) عبارة عن شبكة من المجلات الثقافية الأوروبية، مقرها في فيينا، تربط بين أكثر من 70 مجلة ومؤسسة شريكة من 34 دولة أوروبية. كما تعتبر يوروزين أيضًا مجلة على الإنترنت تنشر المقالات الأصلية والمقالات المختارة من مجلاتها الشريكة بلغاتٍ عديدة.
من خلال توفير لمحة عامة عبر أوروبا عن الموضوعات والمناقشات الحالية، تهدف يوروزين إلى تقديم مصدر معلومات للقراء الدوليين وتسهيل الاتصال والتبادل بين المؤلفين والمفكرين من أوروبا وجميع أنحاء العالم. ويشغل منصب رئيس تحرير يوروزين' السيد كارل هينيرك فريدريسكون.

## معلومات تاريخية
ظهرت يوروزين من خلال شبكة غير رسمية تعود لعام 1983. ومنذ ذلك الوقت، يجتمع رؤساء تحرير المجلات الثقافية الأوروبية المختلفة مرة كل عام في إحدى المدن الأوربية لتبادل الأفكار والخبرات. وتطورت هذه الاجتماعات إلى شبكة افتراضية تأسست في فيينا عام 1998. واليوم، تستضيف يوروزين الاجتماع الأوروبي للمجلات الثقافية كل عام معًا مع واحد أو أكثر من شركائها.
المجلات المؤسسة لشبكة يوروزين' هي كريتيكا وكونتيكست (Kritika & Kontext) (براتيسلافا) وميتلويغ 63 (Mittelweg 36) (هامبورغ) وأورد وبيلد (Ord & Bild) (غوتبرغ) وريفيستا كيرتيكا دي شينسياز سوسياز (Revista Crítica de Ciências Sociais) (كويمبرا) وترانزيت - يوروبيسكي (Transit - Europäische Revue) (فيينا) وويسبنيست (Wespennest) (فيينا).

## وصلات خارجية
- الموقع الرسمي